# Sandu (köping i Kina, Inre Mongoliet)
Sandu (kinesiska: 散都, 散都镇) är en köping i Kina. Den ligger i den autonoma regionen Inre Mongoliet, i den norra delen av landet, omkring 960 kilometer öster om regionhuvudstaden Hohhot.
Genomsnittlig årsnederbörd är 980 millimeter. Den regnigaste månaden är juli, med i genomsnitt 191 mm nederbörd, och den torraste är januari, med 8 mm nederbörd.